# 후지와라 씨장자

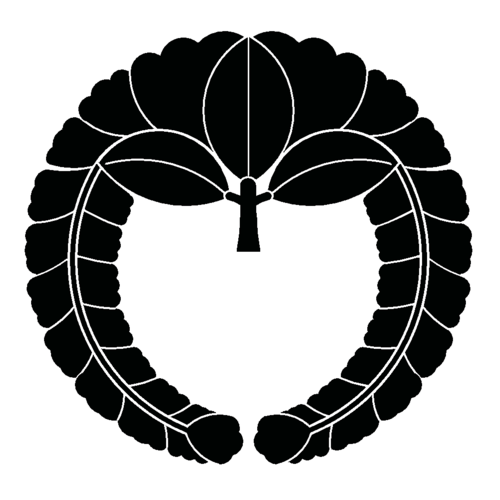
사가리후지

후지와라 씨장자(일본어: 藤氏長者 とうしのちょうじゃ[*])는 후지와라씨 일족 전체의 씨장자를 뜻한다.

## 장자의 권능
후지와라 씨장자는 후지와라씨의 대표자로서, 씨족의 정치ㆍ재무ㆍ종교 등 전반에 관여한다. 씨령으로서의 장원이나, 동산의 관리, 우지데라 코후쿠지나 우지샤 카스가타이샤, 오오하라노 신사와 그의 말사(末寺), 말사의 관할권, 재판권을 들 수 있다. 가장 중요한 것으로는 씨작(氏爵)의 천거권이 있었고, 또한 대학별조 권학원의 관리권을 장악하였으며, 그 권능에 따라 권학원별당을 보임하였다.

## 역사
씨장자는 고대에는 씨상(氏上)이라 불리던 씨족의 장이 8세기 말경부터 "씨장자(氏長者)"로 불렸던 것이다. 초대 후지와라 씨장자는 서적에 따라 제각각이다. 『공경보임(公卿補任)』은 씨장자 중 후지와라 씨장자에 한하여, 착임 연월일을 기재하고 있는데, 최초로 날짜가 기재되어 있는 것은 후지와라노 요시요의 간표 3년 (891년) 3월 29일이다. 『이중력(二中歴)』은 조와 원년 (834년)에 후지와라노 오츠구가 처음으로 씨장자가 되었다고 밝히고 있으나, 이 해는 닌묘 천황의 즉위년이고, 오츠구는 그 이전부터 필두공경이었기 때문에, 근거가 희박한 것으로 알려져 있다. 『존비분맥(尊卑分脈)』은 후지와라노 후히토, 『장중력(掌中暦)』은 후지와라노 카마타리를 초대로 하고 있는데, 후세에 유추된 것으로 보인다. 타케우치 리조는 8세기 경까지 후지와라씨가 씨족의식이 희박했으며, 9세기에서 10세기 경에 다른 씨족들처럼 씨장자가 필요했던 것이 아닌가 하고, 씨장자의 호가 사용된 것은 후지와라노 모토츠네 무렵이 아닐까 하고 있다.
키타바타케 치카후사는 『직원초(職原抄)』에서, 후지와라 씨장자는 섭정, 관백이 씨장자가 되는 것으로, 후지와라노 요리나가가 섭관이 아닌 최초의 씨장자라고 하고 있다. 다만, 『존비분맥(尊卑分脈)』이나 『이중력(二中歴)』의 후지와라 씨장자 착임 연월일에 따르면, 섭관 취임과 동시에 후지와라 씨장자가 된 것은 후지와라노 요리타다의 연임 (조겐 2년 11월 11일) 이후이며, 그 이전에는 후지와라씨 공경 중에서 선지로 결정되었다. 섭관과 씨의 장자가 분리가 동일인이 된 것은 13세기 이후였다.
후지와라 씨장자는 또, 조정에서의 씨의 지위를 보전하기 위해, 대때로 씨인의 의견을 조정에 제출할 의무가 있다. 후지와라노 요리미치나 노리미치와 천황의 대립이 유명한데, 이는 바로 씨인의 대표자로써, 후지와라씨의 세력을 억제하려는 천황과의 대결색을 밝힌 것이었다.
큐안 6년 (1150년), 후지와라노 타다자네는 적남 관백 후지와라노 타다미치와 사이가 나빠져, 그 동생인 요리나가를 관백으로 해, 후지와라 씨장자가 되도록 도바 법황에게 요구했지만, 거절당했다. 타다자네는 "씨장자는 내가 칙명 없이 물려준 것이다. 이것을 들어 요리나가에게 내린들 무슨 황탄할 일이 있겠는가 (氏長者我譲、無有勅宣、然則取長者授爾何有所怖憚矣)"라고 말했다고 한다. 타다자네는 무사에게 명하여, 씨장자 인장의 주기대반을 박탈하여, 요리나가에게 하사해, 타다미치와의 대립은 호겐의 난의 원인이 되었다.
호겐의 난 후, 타다자네ㆍ요리나가 부자는 모반인으로 여겨져, 타다미치가 고시라카와 천황의 선지로 후지와라 씨장자에 임명되었다. 이는 현임 장자인 요리나가가 도피 중 (후에 사망)이었던 데 따른 특수한 경위에 근거한 것으로, 그 후에도 후지와라 씨장자가 반드시 선지에 의해 맡겨진 것은 아니었다. 그러나, 가마쿠라 시대에 들어 섭관가가 분열되어, 부모 자식간에 계승이 이루어지지 않게 되자, 장자의 교체에 있어서 전임자와 후임자간에 트러블이 빈번하게 발발하게 되었고, 후임자가 천황에게 그 지위를 보장 받기 위해, 선지를 얻게 된 것이 고착화되어, 후지와라 씨장자가 천황의 선지에 의해 임명될 수 있는 지위가 되어 갔다.
게이오 3년 12월 9일 (1868년 1월 3일), 왕정복고의 대호령에 의해, 섭관은 폐지되었다. 게이오 4년 2월 22일, 좌대신 쿠죠 미치타카가 씨장자의 선지를 받았다. 3월 19일, 태정관 포고로 후지와라 씨장자는 다른 씨장자와 마찬가지로, 카스가타이샤로부터의 집주 권한을 상실했다. 또한, 율령제가 폐지됨에 따라 씨작 천거의 권능도 상실하였다. 메이지 4년 10월 12일 (1871년 11월 24일)의 태정관 포고 "公用文書ニ姓尸ヲ除キ苗字実名ノミヲ用フ"에 의해 공적인 장소에서 후지와라씨의 씨는 사용되지 않게 되어, 후지와라 씨장자의 지위는 형식상으로도 의미 없게 되었다. 

## 후지와라 씨장자의 레갈리아
<주기대반>도 참고
후지 씨장자에게는 역대 천황이 계승하는 삼종신기, 역대 동궁이 계승하는 츠보키리노미츠루기처럼 대대로 내려오는 보기가 존재했다.
- 장자관의 도장권 (長者の官の渡荘券) - 전하도령(殿下渡領)이라 불리는 섭관가 소령의 증권
- 주기 (朱器) - 주옻칠을 한 식기
- 대반 (台盤) - 주기를 얹는 책상 모양의 받침대 (주기와 합쳐서 주기대반이라고 칭한다)
- 권형 (権衡) - 가죽 저울 (마구사노하카리(芻斤)로 칭하는 추용 저울)

위에 기술한 주기대반을 하나로 대신 씨장자인을 가하기도 한다. 주기대반은 씨장자 취임 후 대향이나 정월 대향에 사용되는 것으로 특히 중시되었기 때문에, 그 수수는 주기도라 불리는 의례가 되었다. 가마쿠라 시대 이후에는 사용되지 않아, 쇼오 2년 (1289년)을 끝으로 기록에서 사라졌다.